# 위저딩 월드 오브 해리 포터 (유니버설 스튜디오 재팬)
위저딩 월드 오브 해리 포터(영어: The Wizarding World of Harry Potter, 일본어: ウィザーディング・ワールド・オブ・ハリー・ポッター)는 일본 오사카부 오사카시에 소재한 유니버설 스튜디오 재팬 내에 위치한 구역 중 하나이다. 2014년 7월 15일 오픈하였다.
놀이기구 해리 포터 앤드 더 포비든 저니, 플라이트 오브 더 히포그리프 및 호그스미드가 조성되어 있다.
혼잡 완화를 위해 입장은 입장 확약권이 필요하다. 또한 놀이기구를 바로 입장가능한 익스프레스 패스도 판매되고 있다.

## 같이 보기
- 위저딩 월드 오브 해리 포터